# ديميتريوس يوانيديس
ديميتريوس يوانيديس (باليونانية:Δημήτριος Ιωαννίδης) (و.13 مارس 1923 - ت.16 أغسطس 2010) كان ضابطا في الجيش اليوناني وأحد الشخصيات الرائدة في المجلس العسكري اليوناني من 1967-1974.

## روابط خارجية
- ديميتريوس يوانيديس على موقع مونزينجر (الألمانية)